# Линейная сепарабельность

Два множества, не разделимых линейно в.

Два множества, разделимых линейно в.

Два множества точек в двумерном пространстве называются линейно сепарабельными (линейно разделимыми), если они могут быть полностью отделены единственной прямой. Для n-мерного пространства два набора точек линейно разделимы, если они могут быть отделены (n−1)-мерной гиперплоскостью.
В математических терминах: пусть {\displaystyle X_{0}} и {\displaystyle X_{1}} — два множества точек в n-мерном пространстве. Тогда {\displaystyle X_{0}} и {\displaystyle X_{1}} линейно разделимы, если существует {\displaystyle n+1} действительных чисел {\displaystyle w_{1},w_{2},...,w_{n+1}}, таких, что каждая точка {\displaystyle x\in X_{0}} удовлетворяет {\displaystyle \sum _{i=1}^{n}w_{i}x_{i}\geq w_{n+1}} и каждая точка {\displaystyle x\in X_{1}} удовлетворяет {\displaystyle \sum _{i=1}^{n}w_{i}x_{i}<w_{n+1}}, где {\displaystyle x_{i}} — i-й компонент {\displaystyle x}.
| Размерность | Число линейно разделимых булевых гиперкубов |
| ----------- | ------------------------------------------- |
| 2           | 14                                          |
| 3           | 104                                         |
| 4           | 1882                                        |
| 5           | 94572                                       |
| 6           | 15028134                                    |
| 7           | 8378070864                                  |
| 8           | 17561539552946                              |
| 9           | 144130531453121108                          |